# Miguel Ángel Silvestre
Miguel Ángel Silvestre Rambla (ur. 6 kwietnia 1982 w Castellón, we wspólnocie autonomicznej Walencji) – hiszpański aktor filmowy, teatralny i telewizyjny.

## Życiorys
Początkowo miał zostać zawodowym tenisistą, lecz kiedy doznał kontuzji podczas turnieju na Węgrzech, zdecydował się studiować na kierunku fizjoterapii. Fascynujący świat teatru poznał dzięki swojej ciotce. W 2002 otrzymał tytuł Mistera Castellón. Uczył się interpretacji ról, ekspresji ciała, tańca współczesnego i akrobatyki. Grał na scenie w sztukach: Sama Sheparda Zachód geograficzny (Verdadero Oeste, 2002) w Teatro Raval de Castellón, Mario Fraty Pornografia (Porno, 2003) w Teatro Art en Brut i Palomy Pedrero Noce ulotnej miłości (Noches de amor efímero, 2004). 
Pojawiał się w produkcjach krótkometrażowych, zanim zadebiutował w kinowym dramacie Szok (A golpes, 2005). Rola Daniela w dreszczowcu Dystans (La Distancia, 2006) przyniosła mu nagrodę studencką w Tuluzie, we Francji. W filmie kryminalnym Rozważania (Reflections, 2008) spotkał się na planie w Chicago z Timothym Huttonem. Za postać Martín w dramacie Zhao (2008) odebrał nagrodę Silver Biznaga na festiwalu filmowym w Maladze. Powszechną popularność zdobył jako książę El Duque, który kierował handlem narkotykami w serialu Tele 5 Bez cycek nie ma raju (Sin tetas no hay paraíso, 2008). W 2011 zajął trzecie miejsce w ogłoszonym przez hiszpański portal 20minutos.es rankingu „najseksowniejszych hiszpańskich aktorów”.

## Filmografia

### Filmy
- 2005: Szok (A golpes) jako Yuri
- 2005: Życie w kolorze (Vida y color) jako Javi
- 2006: Dystans (La Distancia) jako Daniel
- 2008: Nieporozumienie (L'Imbroglio nel lenzuolo) jako Giocondo
- 2008: Rozważania (Reflections) jako Marco
- 2008: 3:19 jako Ilan
- 2008: Zhao jako Martín
- 2010: La trampa de la luz jako Giocondo
- 2011: Verbo jako Líriko
- 2011: Lo mejor de Eva jako Rocco
- 2012: The Pelayos jako Alfredo
- 2012: Todo es silencio jako Brinco
- 2013: Przelotni kochankowie (Los amantes pasajeros) jako pan młody
- 2013: Zakochany skorpion (Alacrán enamorado) jako Luis
- 2017: Fernando jako Pierwszy (głos)
- 2018: Ibiza jako Manny
- 2019: La boda de mi mejor amigo jako Jorge

### Seriale TV
- 2003: One Piece jako Chew
- 2003: One Piece jako Don Primero / Pan 1
- 2004: Moi piękni sąsiedzi (Mis adorables vecinos) jako Monitor
- 2004-2005: Powody osobiste (Motivos personales) jako Nacho
- 2008: Bez cycek nie ma raju (Sin tetas no hay paraíso) jako książę El Duque
- 2013-2016: Velvet jako Alberto Márquez Navarro
- 2015-2018: Sense8 jako Lito Rodríguez
- 2017: Narcos jako Franklin Jurado
- 2019: En el corredor de la muerte jako Pablo Ibar
- 2019: Velvet Colección jako Alberto Márquez Navarro
- 2021–: Sky Rojo jako Moisés

### Filmy krótkometrażowe
- 2007: Alumbramiento
- 2007: Dolly
- 2008: Koniec (The End)
- 2008: Cuando caen los ídolos jako 27-letni Roberto 27